# جی‌شی (هئی‌لونگ‌جیانگ)
جی‌شی (به چینی: 鸡西市) یک شهر در سطح ولایت در جمهوری خلق چین است که در استان هئی‌لونگ‌جیانگ واقع شده‌است.
منطقهٔ شهری اصلی «شهر در سطح ولایت» جی‌شی از طریق آزادراه ملی G11 به شمال به شهرهای چی‌تای‌هه و جیاموسی در فاصله ۹۰ کیلومتری و ۲۰۵ کیلومتری متصل است. این آزادراه، شهر جی‌شی را به جنوب‌غرب به شهر مودان‌جیانگ در فاصله ۱۷۵ کیلومتری متصل است. آزداره G1115 منطقهٔ شهری اصلی «شهر در سطح ولایت» جی‌شی را به نقاط و شهرستان‌های تابعهٔ شرق این شهر متصل می‌کند. این آزادراه، سپس به شهرستان‌های شرقی شهرهای شوانگ‌یاشان و جیاموسی متصل می‌شود.
خط قطار شمالی-جنوبی نیز این شهر را به جیاموسی و مودان‌جیانگ متصل می‌کند. خط ریلی شرقی-غربی، منطقهٔ اصلی شهر جی‌شی را به شهرستان‌های تابغعٔ شهرقی این شهر متصل می‌کند.
از شرق، جی‌شی با سرزمین پریمورسکی، روسیه در طول رودخانه اوسوری، هم‌مرز است. جی‌شی از طریق یک پل ماشین‌رو به این سرزمین و شهر لسوزاودسک متصل است.

## خصوصیات
جی‌شی ۲۲٬۴۹۴٫۴۸ کیلومترمربع مساحت و ۱٬۵۰۲٬۰۶۰ نفر جمعیت دارد و ۲۳۰ متر بالاتر از سطح دریا واقع شده‌است.

## شهرها و شهرستان‌ها
|                                |           |              |            |                      |             |  |  |  |  |  |
| نام                            | حروف چینی | پین‌یین       | جمعیت-۱۳۹۹ | مساحت (کیلومتر مربع) | تراکم جمعیت |  |  |  |  |  |
| منطقه جی‌گوان                   | 鸡冠区    | Jīguān Qū    | ۴۰۲٬۳۴۵    | ۱۴۷٫۶۰               | ۲٬۷۲۵٫۸۱    |  |  |  |  |  |
| منطقه چنگ‌زی‌هه                  | 城子河区  | Chéngzǐhé Qū | ۶۹٬۹۵۱     | ۱۷۶٫۵۴               | ۳۹۶٫۲۳      |  |  |  |  |  |
| منطقه دی‌داو                    | 滴道区    | Dīdào Qū     | ۶۵٬۹۸۰     | ۵۰۰٫۳۹               | ۱۳۱٫۸۶      |  |  |  |  |  |
| منطقه لی‌شو                     | 梨树区    | Líshù Qū     | ۳۹٬۸۳۳     | ۴۰۸٫۹۰               | ۹۷٫۴۲       |  |  |  |  |  |
| منطقه ماشان                    | 麻山区    | Máshān Qū    | ۱۷٬۳۰۱     | ۴۱۶٫۷۲               | ۴۱٫۵۲       |  |  |  |  |  |
| منطقه هنگ‌شان                   | 恒山区    | Héngshān Qū  | ۸۷٬۸۲۲     | ۵۴۸٫۶۹               | ۱۶۰٫۰۶      |  |  |  |  |  |
| شهر می‌شان (شهر در سطح شهرستان) | 密山市    | Mìshān Shì   | ۳۳۹٬۱۰۳    | ۷٬۷۳۱٫۱۴             | ۴۳٫۸۶       |  |  |  |  |  |
| شهر هولین (شهر در سطح شهرستان) | 虎林市    | Hǔlín Shì    | ۲۶۷٬۸۷۰    | ۹٬۳۳۱٫۱۴             | ۲۸٫۷۱       |  |  |  |  |  |
| شهرستان جی‌دونگ                 | 鸡东县    | Jīdōng Xiàn  | ۲۱۱٬۵۸۸    | ۳٬۲۳۳٫۳۶             | ۶۵٫۵۲       |  |  |  |  |  |